# 진격의 거인의 등장인물 목록
이 문서는 이사야마 하지메의 작품 진격의 거인에 등장하는 인물들을 다룬다.

## 등장인물

### 파라디 섬 - 엘디아국

#### 주인공 EMA 삼인방
- 엘런 예거 † (Eren Yeager/Eren Jäger/Eren Jaeger)
  - 성우 - 카지 유우키 / 브라이스 패픈브룩
  - 배우 - 미우라 하루마

15세. 신장 170cm. 체중 62kg. 강인한 정신력과 행동력을 지녔으며 벽 바깥 세상에 동경을 느끼는 소년이다. 845년 거인침공에 의해 집과 어머니를 잃고 거인을 전부 구축시킬 것을 맹세하며 훈련병단에 들어간다. 졸업 후에는 거인을 죽이는 일과 벽 밖으로 나갈 일이 많은 조사병단을 희망한다. 자아가 강해 생각한 것을 그대로 행동으로 옮기거나 저돌적으로 행동하는 일이 많고 다른 사람의 지시에 쉽게 따르지 않았으나, 동료들과의 경쟁을 통해 객관적이고 도량있는 사고방식을 익히게 된다. 잔혹한 현실에 지지 않는 용기를 지녀 그 의지가 주위 사람을 이끌기도 하지만, 동료의식이 강하고 이상가적인 면이 있어 냉정해지지 못할 때도 있다. 훈련병단에서는 미카사에 이어 대인격투술에 재능을 보인다. 그 외의 특기랄 것은 없지만 강한 목적의식을 가지고 노력을 거듭하여 104기 훈련병단을 5등으로 졸업했다. 후에 아르민을 구하려다 거인에게 먹힌 것을 계기로 거인의 힘을 일깨워 거인화한다. 후에 유미르의 힘으로 시조의 거인의 권한을 갖게되어 벽으로 변해 잠들어있던 수 천 개체의 초대형 거인으로 인류를 공격한다.
- 미카사 아커만 (Mikasa Ackerman)
  - 성우 - 이시카와 유이 / 트리나 니시무라
  - 배우 - 미즈하라 기코

15세. 신장 170 cm (850년)~ 176cm (854년). 체중 68kg. 말수가 적고 냉정침착하고 말보다 행동이 앞서나가는 행동형 타입의 인물상이다. 곱고 하얀 피부에다가 검은색 홍채와 흑발의 단발머리를 지닌 흑안의 미소녀이다. 가족이자 은인인 엘런에 대해서는 집착을 보이며 항상 함께하려 한다. 벽 안의 인류에게서 거의 사라진 동양인 가문의 피와 아커만 가문의 대를 이은 마지막 후손이다. 어릴 때 동양인을 노린 인신매매범들에게 부모가 살해당하고 본인은 납치당하나, 구하러 온 엘런과 함께 납치범들을 죽인 후 엘런의 가족과 함께 살게 된다. 뛰어난 신체능력과 입체기동기술, 전투기술로 훈련병단을 수석으로 졸업했으며 100명의 병사와 같은 가치가 있다고 평가받는다. 엘런에게 받은 머플러를 항상 두르고 있다. (페이지의 작가 인터뷰에 의하면 더울 때는 하지 않는다고 한다.)
엘런보다 몸무게가 더 나가는 이유는 거인과학의 산물인 아커만 가문 특유의 높은 골밀도와 근육량 때문이다.
- 아르민 아를레르트(Armin Arlert)
  - 성우 - 이노우에 마리나 / 조시 그렐리
  - 배우 - 혼고 가나타

15세. 신장 163cm. 체중 55kg. 감수성과 탐구심이 풍부하여 바깥 세상에 대해 알고 싶다는 생각을 가지고 있고, 이는 엘런에게 영향을 주었다. 거인 침공 이듬해에 감행된 영토 탈환작전에 동원되었던 가족이 사망한다. 때문에 난민 줄이기를 계획하고 주도한 헌병단을 원망하고 있다. 정신적으로도 신체적으로도 약한 자신을 한심하게 여기고 있었으나, 명석한 두뇌로 정확한 판단과 비범한 지략을 발휘시키는 자질을 가지고 있음을 알게 되어 점차 강한 의지를 가지게 된다. 조사병단 입단 후에도 전선에서 솔선하여 작전을 만들어내고, 동료를 위기에서 구해낸다. 후일 거인화 주사를 맞은 뒤 베르톨트 후버를 먹어 초대형 거인이 된다. 이후 초대형 거인이 되어 인간을 학살하는데 고통스러워한다.

#### 제104기 훈련병단 졸업생들

##### 상위 10위생들
엘런, 미카사, 아르민과 동기로 훈련병단에 들어가 함께 훈련을 한 소년들이다. 850년에 훈련과정이 종료되었으나 그 직후 월 로제 트로스트 구 탈환전에 동원되어 많은 수가 전사했다. 생존자 중 21명이 조사병단에 들어가고(주요인물 중 코니, 장, 베르톨트, 라이너, 크리스타, 사샤, 유미르) 나머지는 헌병단과 주둔병단에 배속되었다. 상위 10위권 소속은 아니지만, 아르민 아를레르트나 유미르, 플록 포르스터처럼 주연급 비중과 내역으로 메인 플롯과 연관이 깊은 행보를 보이는 캐릭터들이 많다. 헌병단에 입단한 애니 레온하트와 똑같이 헌병단을 지망했으나 트로스트 구 공방전 당시 사망한 마르코 보트를 제외한 전원이 조사병단에 자진 입단했다. 사실상 소년 만화를 자처하는 진격의 거인에서 10대 인물들 파트의 주인공에 속하는 인물들이다. 104기 훈련병단에 같이 있을 때는 입장은 다르더라도 우정을 공유하던 친구 겸 동료였지만 졸업 후 각자의 진로를 걸을 때 애니와 유미르, 라이너, 베르톨트의 숨겨왔던 정체와 진실이 드러나면서 인간관계도 온전히 달라지고 서로에게 칼을 겨누거나 적대하는 지간이 되었다.
- 미카사 아커만 (Mikasa Ackerman) - 수석
  - 성우 - 이시카와 유이 / 트리나 니시무라
- 라이너 브라운 (Reiner Braun) - 차석
  - 성우 - 호소야 요시마사 / 로버트 매컬럼

신장 185cm, 체중 95kg으로 큰 체격의 소년이다. 104기 훈련병단 차석 졸업한다. 냉정하면서도 성격이 좋고 책임감도 강하다. 남을 잘 돌보기도 하기 때문에 동료로부터의 신뢰도 두터운 리더같은 존재이다. 위험한 작전 중에도 농담을 할 수 있을 정도로 담력이 크며, 그만큼의 실력도 갖추고 있다. 거인에게 습격당한 월 마리아 남동쪽 산골짜기 마을의 얼마 남지 않은 생존자로, 고향에 돌아가겠다는 강한 마음을 가지고 살아가고 있다. 후일 엘런에게 자신과 베르톨트의 정체를 말해버려 월마리아의 성문을 부순 갑옷 거인임이 밝혀진다.
- 베르톨트 후버 † (Bertolt Hoover) - 3위
  - 성우 - 하시즈메 도모히사 / 데이비드 머트랭가

신장 192cm, 체중 81kg으로 장신에 흑발인 소년이다. 제 104기 훈련병단 3등으로 졸업한다. 어떤 분야에서도 요령있게 잘 해나가며 능력적으로도 우수하지만 수동적인 성격이다. 심약하고 소극적인 성격이란 것을 스스로가 인식하고 있어 정반대인 엘런을 부러워한다. 라이너와는 같은 고향 출신으로 행동을 같이 할 때가 많다. 같은 고향 출신인 라이너와 애니와 같은 인간거인이다. 월 마리아 외벽을 부숴 거인이 침입하게 하였으며 엘런의 어머니를 죽게 만든 장본인인 초대형 거인이다. 후일 거인화 주사를 맞은 아르민 아를레르트에게 먹혀 초대형 거인 능력을 빼앗긴다.
- 애니 레온하트 (Annie Leonhart) - 4위
  - 성우 - 시마무라 유 / 로런 랜다

신장 153cm, 체중 54kg으로 항상 냉정하고 침착하며 감정표현이 부족한 병사이다.  출신지는 불명이다. 제 104기 훈련병단 4등으로 졸업한다. 목표를 최단루트로 달성하기 위해 쓸데없는 행동은 가능한 하지 않는다는 합리주의를 관철하며, 입체기동에서도 정확한 움직임으로 거인의 약점을 노린다. 대인격투술에 뛰어났던 아버지의 교육으로 우수한 격투능력을 가지고 있으나 거인 토벌전에서는 무용지물이라며 아버지를 경멸하는 태도를 보였다. 하지만 엘런은 격투술을 사용하는 애니의 표정이 생기가 넘침을 간파한다. 협조성 부족한 성격으로 고립되는 기미가 보였지만, 발차기 기술을 전수받고 거짓말이 서투르다고 추측한 엘런과 그에게 다정하다고 했던 아르민에게는 어느 정도 마음을 연 것으로 보인다. 졸업 후 헌병단에 입단한다. 조사병단을 습격해 많은 전사자를 남긴 인류의 원수 여성형 거인이 바로 애니 레온하트로, 여성형 거인은 토벌되었으나 본체인 아니는 경화 물질 속에 갇혀 조사병단의 지하 감옥에 경화된 채로 갇혀 있다.
- 엘런 예거 † (Eren Yeager/Eren Jäger) - 5위
  - 성우 - 카지 유우키 / 브라이스 패픈브룩
- 장 키르슈타인 (Jean Kirstein) - 6위
  - 성우 - 타니야마 키쇼 / 마이크 맥팔랜드
- 마르코 보트 † (Marco Bott) - 7위
  - 성우 - 오사카 료타 / 오스틴 틴들

신장 178cm, 체중 70kg으로 흑발에 주근깨가 특징인 소년이다. 월 로제 남쪽 디나에 마을 출신이다. 제 104기 훈련병단 7등으로 졸업한다. 19반 반장이다. 현병단에 들어가 왕을 섬기는 것을 희망하고 있었다. 착한 성격 때문에 다소 밀어붙이는 것이 약하나 성실하고 섬세하다. 이해심 있고 관용적이다. 그러면서도 냉정하고 현실적인 통찰력과 판단력을 가지고 있으며 주위의 배려와 서포트도 잊지 않는다. 때문에 동료로부터는 마르코 밑에서 싸우고 싶다는 말을 들으며 지휘관이 되는 것을 기대받고 있었다. 하지만 그 소질을 발휘하는 일 없이 트로스트구 탈환전에서 아무도 모르게 벽에 기댄채 밟혀 전사하고 말았다. 이 때 그 시신은 장에게 발견되었고 그야말로 장의 병단선택을 뒤바꿀만큼 충격적이었다고 한다. 후일 라이너·베르톨트·애니에게 입체기동장치를 빼앗긴 후 거인에게 뜯어먹혀 죽은 것으로 밝혀진다.
- 코니 슈프링어 (Connie Springer) - 8위
  - 성우 - 시모노 히로 / 클리퍼드 채핀

신장 158cm, 체중 58kg으로 까까머리가 특징인 왜소한 소년이다. 월 로제 남쪽 라가코 마을 출신이다. 제 104기 훈련병단 8등으로 졸업한다. 처음에는 헌병단을 지망했지만 에렌의 말에 생각을 바꾸게 되어 조사병단에 들어가게 된다. 활발하고 가벼운 성격으로 주위의 분위기를 파악하지 못한다. 자칭 천재라고 하면서도 자신의 부족함을 자각하고 있으며 약해지기 쉬운 면도 가지고 있다. 타인에 대해 경의나 의협심을 가지고 있어 아르민을 욕하던 유미르에게 격노하기도 했다. 밸런스 감각과 기민함에 있어 매우 뛰어나지만 지성이 부족하여 작전 이해도가 떨어진다고 평가받았다.
- 사샤 블라우스 † (Sasha Blouse) - 9위
  - 성우 - 고바야시 유 / 애슐리 버치
  - 배우  - 사쿠라바 나나미

신장 168cm, 체중 55kg으로 검붉은 머리칼을 가진 소녀이다. 월 로제 남구 다우퍼 마을 출신이다. 제 104기 훈련병단 9등으로 졸업한다. 자유분방하고 거침없는 성격. 식탐이 매우 강하여 병단의 조리장이나 창고에서 식량을 훔쳐먹는 일을 자주 벌이며, 이는 엄한 징벌에도 나아질 기미가 보이지 않는다. 훈련병단 입단식에 훔친 감자를 먹으며 참가하여 상관에게 벌을 받은 일로 감자녀라고 불리기도 했다. 동료로부터의 평가는 만장일치로 '바보'다. 월 마리아를 탈환하면 식량 공급이 늘어나게 될 것을 기대하고 있다. 원래 숲에서 사냥을 주로 하던 마을에 살고 있었으나 월 마리아 함락 후의 난민 증가로 곡식을 심기 위해 숲이 간척되고 사냥감이 줄어들어 그에 대해 비판적이었다. 당시의 사샤는 사냥꾼인 일족의 전통에 긍지를 가지고 있어 다른 무리에 대해 배타적이었으나, 현실을 직시하고 일족 전통 이상으로 사회적 협조성을 중시한 아버지에게 남과 함께 살아가는 것을 두려워한다고 지적받았다. 부친과의 대화로 자신의 소심함과 좁은 시야를 인식하게 되어 병단에 들어온 후에는 주위와의 조화를 지키려고 한다. 고향의 사투리를 감추기 위해 동료에게도 존댓말을 쓰고 다툼은 피하는 등 한발 물러난 태도를 보인다. 그러면서도 동료 의식은 강해지고 약자에 대한 배려도 보이게 된다. 투쟁심이나 사회적 의무감이 결여되어 있어 용맹함은 부족하다. 하지만 천성과 수렵생활로 얻은 날카로운 오감과 집념을 가지고 있어 훈련병단 상위 10명 중에서도 전투능력은 떨어지지 않는다.
- 히스토리아 레이스 (크리스타 렌즈) - 10위 (Historia Reiss/Krista Lenz)
  - 성우 - 미카미 시오리 / 브린 애프릴

신장 145cm, 체중 42kg으로 금발에 작은 체격의 소녀이다. 제 104기 훈련병단 10등으로 졸업한다. 트로스트구 탈환전에서는 41반에 소속되었다. 거인과 싸우는 것을 두려워하면서도 조사병단에 입단한다. 온화하고 겸허하면서도 의지와 행동력이 확실하다. 전투 전에 긴장하여 서로 싸우는 동료들을 중재하거나 벌을 받고 배가 고파 쓰러진 사샤에게 식량을 나눠주는 등, 다정하고 배려심 있는 인물로 그려진다. 그 성격과 가련한 용모 때문에 인기가 있으며 여신이라고 불리기도 한다. 출생과 관련된 사건으로 가명을 쓰며 내심 자기부정적인 인식을 가지고 있어 깨끗하고 아름답게 죽는 것을 바라고 있었다. 하지만 히스토리아의 그런 면을 파악하고 꿋꿋하게 살아갈 것을 요구한 유미르의 분투에 히스토리아 레이스라는 본명을 처음 밝히게 된다. 후일 조사병단의 왕정쿠데타에 의해 왕위에 즉위한다.

##### 104기 훈련병단 출신 상위 10위권 밖
- 아르민 아를레르트 (Armin Arlert)
  - 성우 - 이노우에 마리나 / 조쉬 그렐리

공식적인 기준으로는 상위 10위권에 들지 못했지만 작전 및 필기 능력은 104기 훈련병단 전체를 통틀어 최상위권이다. 키스 샤디스는 아르민의 뛰어난 두뇌와 지성을 높이 평가했지만 최하위권인 운동신경으로는 입체기동 위주의 전투에 활약하기 힘들 것이며 최전선에서 활동하는 병사보다는 작전 수립 및 상황 판단에 적격인 후방의 참모로 적합하다는 판단 하에 상위 10위권에서 제외시킨 듯하다.
- 유미르 (Ymir)
  - 성우 - 후지타 사키 / 엘리자베스 맥스웰

성별의 경계를 흐리게 하는 거칠고 선 굵은 외모와 두 뺨의 주근깨, 날카로운 눈초리를 갖춘 흑장발의 여성이다. 신장 172 cm, 체중 63kg의 장신에 군인에 걸맞는 다부진 체격이 특징이며 크리스타 렌즈를 가뿐히 어깨 위에 사타구니 사이로 들어올려 다닐 만큼 근력이 매우 세다. 타인을 위해 무조건 자신을 희생하고 헌신하는 행위를 배격하며 좋고 싫은 것을 확실하게 가릴 줄 아는 강인한 주체성과 자존심을 가진 인물상이다. 오로지 자기에게 유리하거나 도움이 되는 '이용 가치'를 기준으로 사람을 평가하고 판단하는 이해타산주의자로 머리만 좋고 전투력이 최하위권인 아르민을 "겁쟁이"라고 욕하고 초입 첫 날부터 벌 받다 쓰러진 사샤를 침대에 눕힌 뒤 물셔틀로 써먹기도 했다. 한 번 벽 밖으로 갔다 돌아오면 자기가 죽을지 모를 조사병단에 입단할 만큼 담력도 좋다. 언뜻 언동이 거칠고 거만한 데다 크리스타를 제외한 주변인들하고는 친하게 지내지 않으려는 독단성과 좁은 협조성을 갖추었다. 협조성 4점대로 인간관계가 현저히 고립된 애니 레온하트보다도 협조성이 낮다. 교관인 키스 샤디스도 유미르를 두고 "실력에 대한 확신이 강한 나머지 주변 동기들과 친하게 지내지 않으려는 경향이 있다."고 판단했고 다정하고 붙임성 좋은 코니 슈프링어는 유미르의 이러한 독단성과 무례함을 안 좋게 여겨 늘 말이 오가면 티격태격 다툰다. 하지만 알고 보면 호의가 든 이에게 많은 애정과 공감을 느끼고 이들을 돕기 위해서라면 물불 안 가리고 돕고야 마는 의리 깊은 면모도 갖추었다.
나이는 16세로 상위 10위권생들 중 애니 레온하트와 베르톨트 후버와 같은 연배이며 최연장자인 라이너(17세)보다 트로스트구 탈환전에서는 크리스타와 같은 반이었다. 출신은 불명이다. 벽 안쪽 지역 외의 언어를 아는 등 수수께끼가 많다. 초반부터 등장하는 데도 불구하고 본편에서는 이름이 나오지 않고 원작의 공식 사이트나 단행본 9권의 등장인물 소개에서도 이름 불명으로 소개되었으나, 37화에서 드디어 이름이 밝혀진다.(애니메이션 공식 사이트에서는 이름으로 소개한다.) 전투 능력이 떨어지는 아르민 깔보기, 사샤에게 은혜를 베푼 후 셔틀로 쓰기, 크리스타의 헌신적 언동에 위선과 기만이라며 지적하기 등 이용 가치를 기준으로 타인을 판별하는 경향이 있으나, 단순히 보신과 이기심만으로 행동을 하는 것은 아니며 나중에는 진심으로 크리스타를 대한다. 실력은 104기 동기들에게도 높은 평가를 받고 있으며  평상시의 언동으로 좋은 인상을 받지 못한다. 크리스타의 비밀을 알고 있으며, 살아간다는 집착에 있어 자신과 정반대인 그를 이해하지 못하면서도 훈련병단 상위 10명에 들어가는 권리를 몰래 양보하고 있었다. 후일 인간 거인임이 밝혀지며, 거인화 이후에도 동료를 적극적으로 돕는 모습이 보여진다. 거인 상태에서 언어구사가 가능하며, 거인의 목 뒤에서 얼굴을 빼고 다닐 수 있다.
- 플록 포르스터 † (Floch Forster)
  - 성우 - 오노 켄쇼 / 맷 쉽먼 (Matt Shipman)

월 마리아 최종 탈환 작전 편부터 메인 스토리라인에 첫 등장하는 104기 남부 훈련병단 출신의 주둔병단 병사이다. 본래는 고르톤(Gordon)과 산드라(Sandra) 일행처럼 주둔병단 소속 신병으로서 월 로제에 주둔 활동을 했으나 왕정 쿠데타 이후 본격화된 월 마리아 최종 탈환 작전을 위한 병력이 부족해지자 보충 세력 지원에 응하여 조사병단으로 병적을 바꾸었다.

#### 병단

##### 조사병단
- 에르빈 스미스 † (Erwin Smith)[1]
  - 성우 - 오노 다이스케 / J. 마이클 테이텀

신장 188cm, 체중 92kg. 조사병단의 13대 단장이다. 수도 지하가에서 불량배로 명성이 높았던 리바이를 조사병단에 입단시키고, 거인화로 인한 주위의 반대에도 설득에 성공하여 에렌을 입단시킨 실력자이다. 상황에 따른 유연한 사고를 하는 이지적인 남자이나 그의 생각과 행동은 속이 깊은 면이 있어 측근이라도 이해 못하는 부분이 있다. 벽 안에 있는 인류의 생존을 위해 100명의 동료를 버리는 것도 주저하지 않는 냉정한 인물로 그려지나, 리바이를 비롯한 부하들에게 깊은 신뢰를 얻고 있는 존재이다. 안타깝게도 에렌 구출 작전에 한쪽 팔을 잃고 말지만 그런 상황에서도 "전진하라!!"라 외치는 장면, 에렌이 베르톨트에게 줄로 묶인 상황에 팔이 없는 상황에서도 칼로 베어 구출해 내는 장면 등을 보면 냉철한 판단력 뿐만 아니라 뛰어난 전투 실력까지 갖춘 주요인물이다. 이후 월 마리아 탈환 작전에서 동료들의 죽음은 헛된 것이 아니었다는 말을 남기고 신병들과 함께 짐승 거인에게 돌진한 후 장렬히 전사한다.
- 한지 조에 † (Hanji Zoe)
  - 성우 - 박로미 / 제시카 칼벨로
  - 배우 - 이시하라 사토미

신장 170cm, 체중 60kg. 조사병단의 분대장이다. 작가가 성별을 밝히려 하지 않는 인물로 임무중에는 고글, 평상시에는 안경을 끼고 있다. 부드럽고 소탈하며 영리한 성격이다. 거인의 존재에 의문을 품고 그 해명을 하는 것을 사는 보람으로 여기고 있어 거인과 관련되면 격렬한 정열과 강한 탐구심을 보여준다. 이 때문에 자신이 담당하는 생체조사 임무에 관해서는 범상치 않은 의욕을 가지고 임하며 궤도를 벗어나는 일도 있다. 괴짜이나 본질은 긍지높은 조사병단으로, 많은 희생을 내며 규명하려 했던 수수께끼의 일부를 교단이 감췄다는 것을 알았을 때는 격노했다. 월 로제 안에 거인이 나타난 후의 초대형 거인 출현 때에 순간적인 판단력으로 병사들을 지휘하고, 열로 인해 중상을 입었을 때도 엎드린 채로 냉정하게 라이너 일행의 행방을 추리해 냈다. 부상으로 인해 에렌을 구하기 위한 별동대에는 가담하지 못했다. 조사병단 13대 단장인 에르빈이 전사하자 에르빈의 뜻에 따라 14대 단장이 되었다.
- 리바이 아커만(Levi Ackerman)
  - 성우 - 카미야 히로시 / 매슈 머서

30대. 신장 160cm, 체중 65kg. 조사병단의 병사장이다. 부하 병사들에게는 '병장'이라 불린다. 체격이 왜소하고 심한 결벽증이 있지만, 인류 최강의 병사라고 불리는 에이스이며 혼자서 일개 여단(병사 2000~5000명) 상당의 전력을 가지고 있다고 한다. 미카사와 함께 몸의 일부를 경화시켜 공격을 막는 여성형 거인과의 싸움에서 경화할 틈조차 주지 않는 스피드와 압도적인 공격력으로 그 진가를 보여주었다. 신경질적이고 거칠며 다가가기 힘든 성격이다. 그러나 동료와 부하를 소중히 여기는 면도 보인다. 에르빈의 영향인지 정해진 규율에 따르려고 하면서도 특별병법회의에서 신랄하게 말을 내뱉는 등 균형적인 사고를 가지고 있다. 어떤 행동을 취하든 결과는 알 수 없다고 하며 개개인의 선택과 의사를 존중한다. 미카사가 엘런을 구하려 여성형 거인에게 다가가다 죽을 뻔할 때 다리로 여성형 거인의 팔을 막으면서 다리뼈가 부서지고도 말에서 내려 서 있는 강인한 의지를 보여 주는 인물이다. 여성형 거인 습격 이후 다친 다리 때문에 활동하지 못한다. 그러나 원작에서 금세 회복한다. 주인공인 에렌보다도 더 많은 출연률을 보여주고 있다. 과거 지하도시에서 깡패였다.
- 미케 자카리아스 †(Mike Zacharias)
  - 성우 - 미야케 겐타 / 제이슨 더글러스

조사병단의 분대장이다. 처음보게 된 사람을 보면 목덜미쪽에 코를 대면서 냄새를 맡고 비웃는 특징이 있다. 월 로제 내부에 거인이 출현했을 때 포기하던 나나바에게 '싸우기를 포기했을 때 그 때 지는 거야. 계속해서 싸우는 한, 진 게 아냐.'라는 말을 하며 포기하지 않는 의지를 보여주었다. 그리고 4개의 반으로 나눠 상황에 대응하는 등 뛰어난 실력을 가지고 있다. 리바이에 버금가는 조사병단의 실력자이다. 그러나 짐승 거인이 출현했을 때 입체기동장치를 빼앗기고 '하지 마!!'라는 말을 내뱉으며 장렬하게 전사하였다.
- 페트라 랄 † (Petra Ral)
  - 성우 - 아이카와 나쓰키 / 케이틀린 글래스

신장 158cm, 체중 55kg. 구 조사병단 특별작전반(구 리바이 반)의 홍일점 병사이다. 거인 토벌 10회 기록을 가지고 있으며 리바이를 보좌했던 경험이 있다. 신병인 엘런이 조사병단에 입단하게 되면서 그에게 리바이의 과거를 말해주었다. 엘런이 거인화 하기 직후 동료의 신뢰성에 믿어 달라하였지만 여성형 거인 출몰 때 참전하였다가 여성형 거인에게 공격당하고 발바닥에 밟혀 전사하게 되었다.
- 오르오 보자도 †(Oluo Bozado)
  - 성우 - 카와다 신지 / 크리스 스미스

리바이 반의 소속 병사이다. 거인을 39번이나 토벌하였던 전력이 있으며 말을 탈 때마다 떠들어서 혀를 깨무는 등 부실한 모습도 있다. 페트라로부터 리바이를 흉내 낸다는 일설이 있어서 그만 두라는 충고도 받지만 그에 여의치 않고 계속한다. 목에 크라바트까지 달 정도다. 여성형 거인 출몰 때 거인의 급소를 찌르는데 성공하지만 경화 능력으로 헛수고로 돌아가고 결국 여성형 거인의 발차기로 인해 참혹하게 전사한다.
- 엘드 진 † (Eld Jinn)
  - 성우 - 치바 스스무 / 빅 미뇨나

리바이 반의 소속 병사이다. 리바이가 부재중일 때 대리자 역할을 하는 편이며 거인을 14번이나 토벌한 전력이 있다. 여성형 거인 출몰 때 참전하여 거인의 눈을 찔러 팔까지 베어내는데 성공했으나 거인이 한쪽 눈을 회복하자마자 잡혀먹혀 전사하였다.
- 군터 슐츠 † (Günther Schultz)
  - 성우 - 미토 고조 / 브렛 위버

리바이 반의 소속 병사이다. 거인 토벌 7번과 보좌 40번의 경력이 있으며 리바이반 중 군기가 센 편이다. 여성형 거인 출몰 때 참전하다가 뒷목이 베이면서 가장 먼저 전사하였다.
- 디터 네스 † (Dieter Ness)
  - 성우 - 사카구치 코이치

조사병단의 반장으로 미카사와 아르민이 속한 104기 훈련병 출신 신병들을 대상으로 벽외 조사와 장거리 수색 진형에 관해서 가르쳤던 병사이다. 여성형 거인의 출현 때 여성형 거인이 와이어를 잡고 내동댕이치는 바람에 전사했다.
- 일제 랑그너 (Ilse Langnar) †

외전 일제의 수첩에 등장한 단역 인물이다. 엘런, 미카사, 아르민이 조사병단에 입단하기 전에 존재했던 선배이자 사람으로 조사병단 소속의 벽외 조사병이었으며 거인과 조우를 하게 되었다가 거인에게 잡혀먹히게 되면서 지금은 고인이 되었다. 그가 죽었을 때 유품이 리바이와 한지에게서 발견된 적이 있다.
그를 잡아먹은 거인은 "우리는 유미르님의 백성"이라는 수상한 말을 내뱉었다. 제 104기 훈련병단의 유미르와 관련이 있는 모양이다.

##### 주둔병단
주둔병단은 거인방어의 주력부대로서, 방벽 주위에서 민간인이 거주하는 마을 주변의 치안을 강화하고 방벽 관리와 경계 등을 목적으로 결성된 부대이며 동서남북방별로 사령관을 두고있고 거인의 침공이 있게되면 방벽 위에서 거인들을 포격으로 제압하며 방벽을 보강하는 역할을 하고 있다. 거인의 침공이 없었던 100년 동안에는 병사들의 기강과 경계가 허술해지고 해이해져서 방벽 주변에서 술을 마시거나 만취를 하는 등 부실함이 많았다가 거인의 침공과 월 마리아 함락을 겪은 이후에는 거인에 대한 경계강화와 방벽에 대한 철통같은 수비를 다짐하고 있다. 거인의 침공 때는 조사병단 못지않게 전사자가 발생하는 부대이기도 하며, 거인들이 벽을 부수고 침공하기 때문에 방벽 주변에서 전사자가 발생한다.
- 도트 픽시스 (Dot Pixis)
  - 성우 - 다나카 마사히코 / R. 브루스 엘리엇

월 로제 트로스트 구를 포함한 남방 영토의 방위를 맡고있는 주둔병단 남방 사령관으로, 대머리다. 지위가 높은 사람들의 비위를 적당히 맞출 줄 알면서 부하들의 신뢰가 두텁다. 에렌이 거인화가 가능하다는 사실 때문에 위기에 처했을 때 에렌이 트로스트 구를 탈환할 수 있다는 말을 하자 믿는 등 상당한 기인이다. 병사들이 거인에 대한 두려움으로 맞서기를 포기하려 할 때 그들이 마음을 바꾸도록 만들 정도로, 상황을 확실하게 파악하고 있다. 선천적인 괴짜다. 엘빈의 쿠테타를 도왔다.
- 키츠 뵈르만 (Kitz Woermann)
  - 성우 - 시무라 토시유키

트로스트 구의 주둔병단 대장으로 에렌이 거인화가 되고나서 정체가 드러난 후 처음으로 모습을 드러내었다. 콧수염과 턱수염 그리고 구레나룻을 기르고 있는 모습이며, 거인화가 되고 난 엘런에게 "네놈은 인간이냐? 거인이냐?" 냐고 물었다. 엘런은 물론 미카사와 아르민 앞에서 부하들에게 포격을 하라는 지시를 내리기도 하였다가 뜻밖에도 거인화가 된 엘런의 모습을 보고 경악하게 된다. 사실 겉으로는 강해보이지만 본래는 심약한 편이라 땀을 자주 흘리는 편으로 도트 픽시스마저도 사슴 새끼처럼 겁이 많다라고 평할 정도였다. 원작에서는 이름이 나오지 않았으며 애니메이션에서 이름이 공개되었다.
- 이안 디트리히 (Ian Dietrich)
  - 성우 - 무라카미 유야

트로스트 구 주둔병단 소속의 정예반 반장 중 한 사람으로 트로스트구 탈환전에서 정예반들의 지휘를 맡았다. 거인을 도륙하는 미카사의 모습을 보면서 미카사의 재능을 인정하여 미카사를 지지하고 존중하였다. 엘런이 거인화가 되었던 모습에도 경악하지 않고 침착하게 보았으며, 엘런이 거인화가 되었을 때 그의 전략적 가치를 믿기도 하였다. 최후로 거인에게 잡아먹힐 위기에 처한 부하를 끌어내고 자신은 거인의 입 속으로 들어가게 되면서 장렬하게 전사한다.
- 미타비 야르나흐 (Mitabi Jarnach)
  - 성우 - 호시노 타카노리

트로스트 구 주둔병단 정예반 반장 중 한 명이며 이안 디트리히와는 동료 관계이다. 트로스트 구 탈환책의 일원으로 엘런의 거인화를 이용하려고 할 때 가능하지 않으면 병사들이 죽음을 당할 것이라고 주장했으며, 지붕에 있을 때 거인으로부터 위기에 처했을 때 미카사의 도움으로 구조되었지만 결국 사명을 걸고 거인 앞으로 과감히 다가가며 거인들을 유인책으로 이끌다가 거인의 발바닥에 밟혀서 전사하게 되었다.
- 리코 브리첸스카 (Rico Brzenska)
  - 성우 - 카이덴 미치코

트로스트 구 주둔병단 정예반 반장 중 한 명으로 이안 디트리히, 미타비 야르나하와는 동료 관계이다. 거인화가 되었다가 본모습으로 돌아온 엘런을 보고 키츠 뵈르만에게 포격 명령을 내리라고 하였고 엘런이 거인화가 되어서 트로스트 구 탈환 작전을 계획할 때 의심까지 하였을 정도로 보수적인 성격이 짙다. 그로 인해 동료인 이안과 갈등을 빚기도 하였으나, 막판에 엘런의 보호를 동의하게 되었고 엘런이 거인화를 통해서 트로스트구의 정문을 바위로 막아내자 인류가 거인으로부터 첫 승리를 거두었다며 감격적인 눈물을 흘리기도 했다. 이후 미카사와 아르민과 함께 엘런의 재판 때 등장했으며, 미카사에게 정확하게 말할 것을 권유했다.
- 한네스 (Hannes)†
  - 성우 - 후지와라 케이지 / 데이비드 월드

주둔병단의 소속 병사로 엘런의 가족과 친분이 있는 사이이며, 100년 동안 거인의 침공이 없었던 동안에는 평화로움에 젖어서 주둔지에서 술을 마시는 등 기강이 해이해 보였으나 거인들이 월 마리아를 침공하고 엘런의 집까지 다가가게 되자 집 붕괴로 몸이 끼어있게 된 엘런의 어머니 카를라 예거를 구해내기 위해 과감히 거인과 맞서려고 했다. 하지만 거인에게 공포를 느껴 바로 물러서고 카를라 예거를 구하는 대신 엘런, 미카사를 구해내었다. 그 이후로 충격과 후유증 그리고 죄책감 등에 시달려왔다. 5년 후 아르민과 엘런과 미카사가 훈련병으로 있을 때는 주둔병단 트로스트구 주둔대장을 맡게 되었다. 엘런과 재회하게 되었을 때 어머니를 구해주지 못한 죄책감과 미안함을 표하였다. 후에, 그에게 있어 다행히도 카를라 예거를 먹은 거인과 다시 조우하게 되었고 부상을 당한 미카사와 엘런을 대신해 장렬하게 전사한다.

##### 헌병단
헌병단은 가장 안쪽 방벽인 월 시나에서 왕과 왕족들 그리고 관료들을 보호하는 부대로 국왕군 또는 국왕 호위대로 불린다. 동시에 치안 유지, 주둔 병단 감시, 불온물 처리와 검열, 생산량 확보 등이 임무로서 왕궁에서 왕과 왕족들을 지키고 보호하는 부대이기 때문에 조사병단이나 주둔병단과는 달리 거인이라는 존재를 본 적이 거의 없는 부대이기도 하다. 조사병단과는 관계가 좋지 않은 편인데 벽 바깥이나 그 세상에 대해서 잘 알고 있거나 소문 등을 전파하는 것조차도 금하고 있기 때문에 대립 관계인 편이다. 훈련병 중에서도 상위 10위권 안에 들어간 우수 훈련병들을 대상으로 자대 배치 및 지원이 가능한 부대이기 때문에 타 병단과는 특수적인 성격도 있다. 그러나 벽 안쪽에 있는 부대이다보니 조사병단이나 주둔병단과는 달리 거인에 대한 경험이나 지식 등이 거의 없거나 드문 편이라서 주민들 조차도 불신하는 대상이기도 하며 고참 병사들은 아예 술을 마시는 기강해이한 모습을 보이며 모든 일은 대부분 신참병들에게 떠넘기는 편견도 있다. 그 외에도 온갖 말썽과 비리 등이 존재하는 부실한 부대로 낙인된 편이라 신뢰성이 조사병단, 주둔병단과는 달리 떨어지는 편이다.
- 나일 도크 (Nile Dok)
  - 성우 - 카츠 안리 / 이언 싱클레어

헌병단 사단장으로 에렌의 심의 때 처음 등장하였으며 거인과 직접 접한 적이 없기 때문에 에렌의 전략적 가치에 대해서는 무관심한 편이다. 방벽 안의 사정이나 바깥 세계 유포 등에 대한 것에 민감한 편이다. 과거, 젊은시절 엘빈 스미스와 친분이 있는 사이였다.
- 마를로 프로이덴베르크 (Marlowe Freudenberg)
  - 성우 - 스기타 토모카즈 / 토드 해버콘

헌병단에 갓 입단한 신참병으로 부패하고 기강이 해이한 헌병단을 개혁하기 위해 입단하였다. 선배들이 후배들에게 본업을 떠넘기는 것을 보고 불만을 품으며 헌병단의 개혁을 주장한다. 조사병단의 쿠테다 도중 조사병단으로 소속을 옮긴다. 후일 월 마리아 최종 탈환 작전 중, 짐승 거인이 던진 돌에 맞아 전사했다.
- 히치 드리스 (Hitch Dreyse)
  - 성우 - 와타나베 아케노 / 브리트니 카바우스키

헌병단에 갓 입단한 신참병으로 마를로, 애니 레온하트와 동기생이다. 발랄하면서도 짖궂음 넘치는 밉살맞은 성격이다.

##### 훈련병단
훈련병단은 조사병단, 주둔병단, 헌병단에 새로 배치하거나 지원하게 될 예비 병사들을 훈련하고 교육하는 부대로서, 만 12세 이상 아이들을 대상으로 기초적인 군사 교육과 기본적 훈련을 수행하고 있으며 훈련 기간은 3년이다. 거인과의 실전경험은 거의 없었으나 에렌, 미카사, 아르민 등이 속한 104기 훈련병들은 졸업 직후 초대형 거인이 침공하게 되는 바람에 훈련병 신분으로 바로 참전하여 실전에 배치되었고 이 중 일부 훈련병들이 자대에 지원하거나 배치되지 못하고 전사하였다.
- 키스 샤디스 (Keith Shadis)
  - 성우 - 모가미 츠구오

104기 훈련병들의 지도를 맡은 교관이다. 과거 조사병단 12대 단장시절, 그리샤와 처음 접촉했다. 훈련병단 교관으로 에렌, 미카사와 처음으로 접하게 된다. 훈련병들을 강하게 키우려는 목적으로 엄하고 과격하게 나가는 경향이 있다.
- 토마스 바그너 (Thomas Wagner)
  - 성우 - 스사키 시게유키

104기 훈련병 출신으로 에렌, 미카사, 아르민과 동기생이며 에렌이 속한 훈련병단 34반에 속했다. 본래 훈련병단을 졸업하게 되었으나, 초대형 거인의 등장으로 전투에 적극적으로 임하다 기행종 거인의 입 사이에 상반신이 나오면서 위기에 처하게 되고 결국 거인에게 처참히 잡혀먹히게 되었다.
- 나크 티어스 (Nac Tius)
  - 성우 - 히구치 토모유키

104기 훈련병 출신으로 에렌, 아르민과 훈련병단 34반에 속했으나 전투 중 거인에게 잡혀먹히게 되었다.
- 밀리우스 제라무스키(Myllius Zeramuski)

성우 - 후세가와 카즈히로
104기 훈련병 출신으로 에렌, 아르민과 훈련병단 34반 소속으로 전투 중 거인에게 잡혀먹히게 되면서 전사하였다.
- 미나 캐롤라이나 (Mina Carolina)
  - 성우 - 안자이 치카

104기 훈련병 출신으로 에렌, 아르민과 훈련병단 34반 소속이자 고정포 정비 4반에 속해있다. 검정 양갈래 머리의 소녀이며 입소 서열식 때 "저는 가축 이하입니다" 라고 외치면서 등장하였지만 초대형 거인의 공격 때 전투를 하던 중 거인에게 붙잡혀 전사하였다.
- 프란츠 케프카(Franz Kefka)
  - 성우 - 오쿠마 겐타

104기 훈련병 출신으로 수료식 당일 밤 에렌과 쟝이 싸움을 벌였을 때 말리기도 하였다. 한나 디아만트라는 주황색에 트윈 테일을 한 머리를 한 훈련병과는 마치 부부 관계를 연상시키는 연인 사이이다. 둘과 친밀한 사이였던 에렌 예거가 두 사람을 얼빠진 부부 취급하자 오히려 자기들이 얼굴을 붉히며 어쩔 줄 몰라 한다. 이후 초대형 거인의 습격 때 전투에 임하였다가 하반신이 잘려진 채 시신으로 발견되었다.
- 한나 디아만트 (Hannah Diamant)
  - 성우 - 사토 메구미

104기 훈련병 출신으로 프란츠와는 연인 사이이며 동료들에게 부러움을 샀지만 전투 중 프란츠가 하반신이 잘려서 시신으로 발견되자 그의 죽음을 믿지 못하고 시신 앞에서 심폐소생술을 취하였다. 이름의 유래는 독일의 현대주의를 상징하는 대문호인 프란츠 카프카(Franz Kafka)에서 'Kafka'의 'Kaf' 자를 'Kef'자로만 바꾼 것이며 이를 볼 때 이사야마 하지메는 프란츠 카프카의 팬이거나 그가 남긴 문학 서적들을 많이 탐독한 것으로 보인다.
- 루스 D. 클라인 (Ruth D. Kline)

에렌 예거 일행과는 동기이자 104기 훈련병단 남부 사단 출신의 여성 훈련병이었다. 트로스트 구 공방전에 참전했으나 끝내 생애 첫 전투에서 트로스트 구를 침공한 무구의 거인에게 잡아 먹혀 전사했다.

#### 거인

##### 아홉 거인
시조의 거인(영어: Founding Titan 일본어: 始祖の巨人 독일어: Urtitan) (Founding Titan(파운딩 타이탄))
신장 240m로 아홉 거인들의 선봉장이자 리더 격에 군림하는 최고위 거인이다. 엘디아의 개국공신이었던 시조 유미르와 초대 프리츠 황제의 직계 후손들만 쓸 수 있으며, 왕가의 권한을 가진 이들만 시조의 거인을 다룰 수 있다. 프리츠 왕가의 피를 이어 받은 후손이 시조를 먹으면 유미르의 백성 한 명 한 명과 이어진 '좌표의 세계'에 사는 시조 유미르의 혼과 접촉할 수 있으며, 좌표를 조작할 직접적인 권한을 쥔 유미르에게 명령을 내려 좌표를 마음껏 통솔해 '유미르의 백성'에 자유자재로 영향을 미칠 수 있다. 능력의 사례를 들자면, 유미르에게 명령을 내려 '시조의 거인'으로서 '유미르의 백성' 모두의 기억을 개찬할 수 있고, '유미르의 백성'이 변한 무지성 및 아홉 거인들을 통솔할 수 있다. 경질화 능력으로 거대한 지하 수정동굴이나 빛나는 돌, 다리 같은 거대한 구조물을 생성시킬 수 있고 엘디아인의 생리를 조작해 아이를 가질 수 없는 불임으로 만드는 것도 가능한, 생리의학적으로도 초월적인 용도를 자랑하는 거인이다.
초대형 거인(영어: Colossus Titan 일본어: 超大型の巨人 독일어: Kolossaler Titan)(Colossus Titan(콜로서스 타이탄))
이 만화의 상징격이라 할 수 있는 거인이자 845년 월 마리아 방벽에 손과 머리를 내밀고 방벽을 부수게 되어서 인류와 거인의 전투를 제공한 거인이다. 보통 15m의 신장을 가진 거인들과는 달리 유일하게 60m 가량의 장신에 커다란 체구를 가지고 있는 거인으로 몸에 김과 열기를 내뿜는 기질을 가진 거인이다. 에렌, 미카사, 아르민이 직접 이 거인의 출현을 목격하였으며 월 마리아 침공 때 발로 방벽을 깨부수고 거인들의 출몰을 방도하면서 에렌의 원수이자 인류 모두의 원수로 부상하였다.
갑주의 거인(영어: Armored Titan 일본어: 鎧の巨人 독일어: Gepanzerter Titan)(Armored Titan(아머드 타이탄))
신장 15m에 커다랗고 육중한 체구를 가진 거인이다. 초대형 거인 출현 직후 등장하여 월 마리아의 방벽을 깨부수고 출현하면서 초대형 거인에 이어 거인들을 방도하게 만든 인류의 원수로 부상하였다. 온몸이 갑옷으로 덮혀 있어 초대형거인의 열기도 버틸 수 있으며 유탄도 막을 수 있다. 단단하지만 관절부분을 공격하는 관절기는 먹힌다. 인류를 월 로제로 몰아내고 월 마리아를 함락하게 만든 거인이다.
여성형 거인(영어: Female Titan 일본어: 女型の巨人 독일어: Weiblicher Titan)
신장 14m에 가늘고 왜소한 체구를 가진 거인이다. 남성적인 모습의 다른 거인들과는 달리 여성적인 모습을 보이고 있으며 근육이 돋보이는 거인으로, 에렌, 미카사, 아르민과 104기 훈련병단 출신 훈련병들이 조사병단에 입단하게 된 후 처음으로 등장하여서 조사병단을 습격하였다. 애니 레온하트가 변신한 거인이다.
짐승 거인(영어: Beast Titan 일본어: 獣の巨人 독일어: Tier Titan)
신장 17m 이상에 유인원의 모습과 체구를 가진 거인이다. 다른 거인들과는 달리 온 몸이 털로 덮혀져 있으며, 독자들 사이에서는 '짐승 거인' 이라고 불린다. 미케 자카리아스가 처음으로 발견하고 입체기동장치를 달라고 말하거나 거인에게 멈추라고 명령하는 등 인류와의 의사소통이 가능한 거인이다. 사실 크기만 조금 더 큰 것과 팔이 긴 것이 특징이지만, 야구를 잘하는 지크 예거와 만나서 엄청난 효율을 보이는 거인이다.
진격의 거인(영어: Attack Titan 일본어: 進撃の巨人 독일어: Attackierender Titan)
주인공 엘런 예거가 소유한 첫 번째 거인으로서 동시에 만화의 제목이자 엘런의 이명, 그리고 만화 자체의 상징이나 다름 없는 거인이다. 본래는 엘디아와 마레 어느 나라의 진영에 서지 않고, 마레 제국에서 백여 년 넘게 엘디아 복권을 암중모색해 온 엘디아 복권파의 수장들 사이에 대대로 전해져 내려오는 거인이다. 에렌과 그리샤 전임의 계승자인 엘런 크루거의 말에 의하면 "어느 시대와 장소에도 구애 받지 않고 항상 자유를 향해 나아가온 거인"으로, 자유를 향한 강렬한 갈망을 품은 엘런 예거의 본질과도 가장 잘 어울리는 거인이다. 형제인 아홉 거인들 중에서는 갑주의 거인과 더불어 신장 15m의 중간형으로, 강인한 근육을 바탕으로 하는 괴력과 운동신경, 타 거인들보다 재빠른 재생 능력이 특징인 거인이다.
통상종 거인들과 다를 게 없는 약한 신체 내구도를 갖추었지만 턱 거인과 여성형 거인, 차력 거인 등을 압도하는 어마어마한 괴력을 살려 자기 크기 만한 바위를 등에 얹고 걸을 수 있다. 취약한 내구도를 보완할 수 있는 엄청난 속도의 재생 능력이 특징이라면 특징이다. 여성형 거인에게 몇 번이고 펀치를 날려 탈골이 나버린 손을 순식간에 재생시켜 전투에 돌입할 정도. 갑주의 거인이나 짐승 거인, 여성형 거인, 전퇴의 거인이 지닌 전신 경질화, 집중 경질화를 일체도 쓸 수 없었다는 것이 치명적인 단점이지만, 왕정 쿠데타에서 에렌이 빼앗은 로드 라이스의 '갑주'라고 쓴 약물을 마시고 집중 경질화 능력, 전신 일체 구조물 경질화 능력을 얻었다. 집중 경질화로 두 주먹을 너클(Knuckle)처럼 강화해서 대 거인 격투용에서 영리하게 활용이 가능하고, 거인화한 상태에서 거인째로 경질화시켜서 대지와 수정으로 경질화된 신체를 고정시키거나 적을 포박할 수 있다. 전신 일체 구조물 경질화 능력을 써서 월 마리아 탈환전 초기 때 월 마리아의 헐려진 바깥쪽 문을 막아 냈으며 베르톨트와의 전투에서 안쪽 문도 성공적으로 막아 냈다.
진격의 거인만이 가진 유일한 개성은 다름 아닌 미래 예지 능력에 있다. 전임 계승자의 기억, 즉 과거만 볼 수 있는 계승자들과 달리 과거만 아니라 미래도 내다볼 수 있는 양방향적인 기억 공유가 가능하다. 122화에서야 밝혀진 진격의 고유 능력이며 전임 계승자가 후임인 미래 계승자의 기억들을 엿볼 수 있고, 그 기억을 토대로 미래를 볼 수 있다. 에렌 크루거가 그리샤에게 "미카사와 아르민, 모두를 구하고 싶으면 사명을 완수해야 한다."고 당시 태어나지도 않았던 미카사와 아르민의 이름을 무의식적으로 말하고, 그리샤가 시조 탈환 임무를 수행하던 중 미래에서 온 에렌이 마치 자기 옆에 있다는 걸 알았던 것도 미래 계승자의 시점에서 일어난 일들을 확인했기 때문이다. 지나가버린 과거에 얽매이지 않고 오직 미래를 동기 부여의 원동력으로 삼고 전진해 나아가기 위한 능력이며, "프리츠 왕의 독선주의에 저항하기 위해 능력이 숨겨져온 거인"이라는 점, 위의 에렌 크루거의 말과 더불어 왜 이 거인이 '진격의 거인'인지 알 수 있는 대목이다짐수레 거인(차력거인)(영어: Cart Titan 일본어: 車力の巨人 독일어: Karrentitan)
턱 거인(영어: Jaw Titan 일본어: 顎の巨人 독일어: Kiefer Titan)
전퇴의 거인(영어: Warhammer Titan 일본어: 戦槌の巨人 독일어: Kriegshammer Titan)
15m(능력치나 패러미터는 공개되지 않았다.)의 체격을 가졌으며 타이즈를 본뜬 흰색 가면과 쫄쫄이 옷, 그리고 항상 들고 다니는 전쟁 망치로 무장한 거인이다. 카를 프리츠와 동맹을 맺고 왕가를 내쫓고 마레 제국의 실권자에 임해 온 타이부어 가문이 대대로 계승해 온 가보(家寶)인 거인으로 경질화 등 순수 물리력으로 따지자면 아홉 거인 중 가장 막강한 내구도를 가졌다. 거인형 3D 프린터라는 이명에 걸맞는 도구 제작 능력을 지녔으며, 창과 검, 채찍, 석궁과 같이 다종다양한 용도의 물건들을 제작할 수 있으며 강력한 재질을 가진 경질화 원뿔을 메인 필드에 소환시킬 수 있다. 그만큼 시조의 거인과 공성병기급 파괴력을 지닌 초대형 거인에 비하면 무기 활용도와 대인전 능력 등의 범용성으로 따지자면 최상급의 거인이다. 초대형과 여성형이 파라디 섬에 빼앗긴 마레 편 시점에서는 마레군이 가진 비장의 카드와도 같았지만, 레벨리오 전투를 기점으로 에렌 예거에게 빼앗겨 파라디 섬 소속의 거인이 되었다.

##### 무구의 거인

###### 기행종 거인
기행종 거인 일반 거인이 약간 뇌나 정신이 미쳤다고 보면 되는 거인이다. 예를 들어 기행종 거인은 사람 10명과 1명이 있으면 무조건 1명쪽으로 간다. 또 일반거인과 달리 손을 어깨 옆에 들고, 다리를 미친 여자처럼 휘저으며 달려온다.

#### 방벽 (Walls)

##### 월 마리아 (Wall Maria)

###### 남부: 시간시나 구
그리샤 예거 (Grisha Yeager)
- 성우 - 쓰치다 히로시 / 크리스 휴리
- 에렌 예거의 아버지이자 의사이다. 한때 주둔병단의 한네스의 아내를 치료하게 된 적이 있어서 한네스가 은인이라고 표하고 있으며 이 거리의 질병 또한 거들어 인류에게 있어 유명세를 탔었고, 납치범에 의해서 부모를 잃고 고아가 된 미카사를 거두기도 하였다. 초대형 거인 출현 당시에는 그 이전에 왕진으로 집을 나가게 된 영향으로 거인의 참화를 면하게 되었으나 그 이후로 프리다 레이스를 먹고 좌표 능력을 빼앗은 뒤 거인화 주사기를 놓아 무지성 거인이 된 에렌 예거에게 먹혀 사망했다.

카를라 예거 (Carla Yeager)
- 성우 - 타카모리 요시노
- 에렌 예거의 어머니다. 에렌과 미카사를 키우고 있는 주부로, 아들인 에렌이 조사병단에 입단하겠다고 다짐하자 벽 바깥으로 나갔던 인류의 죽음을 생각하며 에렌의 조사병단 입단을 반대하였다. 초대형 거인 출현 때는 집에 있던 중 집이 돌 파편에 의해 붕괴가 되면서 잔해에 끼게 되었다가 결국 거인에 의해 잡혀먹히게 되면서 참살되었다. 그의 죽음으로 인해 에렌의 조사병단의 입단과 거인에게 복수혈전을 다짐하게 된 결정적인 계기가 되었다.

##### 월 시나 (Wall Sheena/Wall Sina)

###### 동부: 스토헤스 구
닉 (Nick)
- 성우 - 아소 토모히사

- 월 교(敎)의 사제로 에렌의 심판 당시 그를 신성한 벽을 깨부수려는 악마이자 해충으로 취급하였던 사람이다. 벽 안에 거인이 있다는 사실 또한 알고 있었으며 죽어도 말을 못한다 한 인물이다. 하지만 두 눈으로 리바이와 함께 피난민과 죽어가는 병사들을 보자 한지에게 말할 권리를 가진 사람에 대해 알려주었다. 중앙 헌병에게 고문당하여 사망했다.

###### 왕도 미트라스 (Royal Capital Mitras)
발트 공(公)
- 성우 - 타카구치 소우스케

- 월 로제의 높은 사람 중 하나로 벽 바깥으로 나갔던 조사병단 병사들을 값싼 목숨이라고 비하하지만 한편으로는 벽이 무너졌을 때 자기 영지를 지켜달라고 주둔병단에게 요청하기도 하였다.

### 마레 제국

#### 마레군 수뇌부
테오 마가트 (Theo Magath)
칼비 원수 (General Calvi)
해군 원수 (Fleet Admiral)
코슬로 (Koslow)

##### 마레 육군

###### 엘디아 전사대
지크 예거 (Zeke Yeager)
미케, 리네, 헤닝을 죽인 짐승 거인이다. 에렌의 이복 형이기도 하다.
라이너 브라운 (Reiner Braun)
월 마리아 내문을 부순 갑옷 거인이다.
애니 레온하트 (Annie Leonhart)
조사병단을 거의 쥐 잡듯이 잡은 여성형 거인이다.
베르톨트 후버 (Bertholdt Hoover)
초대형 거인이다. 후에 아르민에게 먹혀 사망했다.
피크 핑어 (Pieck Finger)
차력 거인, 짐수레 거인이다. 레벨리오 전투에서 에렌 거인에게 대 거인용 포를 갈기며 타격을 입혔으나 뇌창에 맞아 사망한 줄 알았으나 현 시점에서 리바이, 한지와 동맹을 맺으며 살아있음이 확인되었다.
포르코 갈리아르트 (Porco Galliard)
턱 거인이다. 라이너 대신 팔코 그라이스에게 먹혀 턱 거인을 계승하고 사망하였다.
마르셀 갈리아드 (Marcel Galliard)
턱 거인의 전 계승자이다. 거인화한 유미르에게 잡아먹혀 죽었다.
톰 크사버 (Tom Xaver)
짐승 거인의 전 소유자로, 지크에게 짐승 거인을 계승하며 죽었다.

###### 전사 후보생
832년부터 전격 시행된 전사 선발 제도이다. 모티브는 나치 독일의 유겐트, 중국의 홍위병으로 보인다. 아홉 거인을 이어 받은 전사가 13년의 임기를 다 채우면 다른 전사에게 물려 주어야 하며 그 전사는 또 다시 후계자로 선발된 새 후임에게 거인을 계승해야 한다. 그래서 전사를 양성하면 그 전사의 후계자로 선별될 우수한 후보를 양성하기로 되어 있다.
전사 후보생 지원 조건은 약 5~7세의 건강한 체격을 갖춘 여아와 남아이다. 라이너의 과거에 따르면 전사 후보생을 선정하는 기준은 두뇌 능력(마르셀 갤리어드), 사격술(베르톨트 후버), 격투술(애니 레온하트), 기초 체력(피크 핑거) 등의 각 분야에서 가장 최고의 성적을 거둔 학생을 선발하는 것 같으며 그 가운데서도 충성심(라이너 브라운) 부문을 주목하는 것으로 보인다. 특히 라이너 세대의 전사 후보생들은 전장으로 차출된 역대 전사들 중에서 제일 우수한 성과를 뽑아냈다는 호평을 받아 냈다.
전사 후보생으로 새로이 선발된 소년과 그 소년의 가족들은 노란색 바탕색과 하얀색 구각형 심볼이 새겨진 완장을 부여받으며, 전사가 되면 명예 마레인으로서의 권익을 부여 받으며 이전보다 질이 그나마 개선된 생활상을 누릴 수 있게 된다. 라이너의 말에 따르면 명예 마레인이 된다면 단순히 외출허가증 뿐만 아니라 레벨리오 수용구 바깥에서도 거주권을 따내어 따로 집을 구비할 수 있고, 심지어 피크의 말에 따르면 심각한 병에 걸린 환자를 치료할 수 있는 고가의 비용까지 마련할 수 있는 것 같다. 하지만 라이너의 모친 카리나 브라운이나 부모를 고발한 전적까지 있는 지크의 조부모마저 라이너가 전사가 된 이후로도 계속해서 남자 형제 가족과 함께 수용구 내에서 생활하는 걸 보면 여전히 인권을 보장 받지 못하고 수용구에서 지내야 하는 것 같다. 이런 묘사로 보아 레벨리오 외부에서도 자유롭게 생활할 수 있는 특권을 누릴 수 있다는 건 그냥 페이크이고, 이등 시민들에 지나지 않은 레벨리오 구민들을 꾀어 내기 위한 마레 정부 측의 달콤한 유혹이라고 추측할 수 있는 부분이다.
하지만 거인의 힘이 급진보를 이루는 인간의 과학 기술에 구시대로 뒤쳐지면서 가까운 미래에는 핵폭탄과 핵미사일 같은 현대병기 앞에서 무력해질 뿐이라 전사 후보생 선발 제도도 후퇴할 것으로 보인다. 사실상 현재의 후보생들이 최후의 전사 후보생이 될 것 같다. 신임 윈수로 취임한 마가트 원수의 국시도 '더 이상 거인의 힘에 의존하지 않고 스스로 발전하는 마레'인 만큼 자국의 대대적인 급진 개혁을 위한 일보로서 전사 후보생 선발 제도도 폐지시킬 가능성이 매우 높기 때문이다.
거기다 레벨리오 전투에서 연설식이 열리던 중앙 광장을 지하로부터 강습한 에렌 예거로 인해 날아오는 건물의 파편에 조피아가 맞아 죽었고, 우도는 이미 불귀의 객이 돼 버린 조피아를 구하려고 굳이 끝까지 거대한 파편을 옮기려다가 도망치는 연설객들에게 짓밟혀 압사당했다. 지크 예거는 전투의 혼란을 틈타 비행선에 올라타 조사병단과 합류했으니 자연히 콜트의 짐승 거인 계승도 무효가 되버렸다. 갑옷 거인을 계승할 투톱 후보생인 가비와 팔코는 어떻게든 우여곡절 끝에 살아남았지만 가비가 독단으로 에렌과 조사병단을 섬멸하겠다고 비행선에 올라타다가 그를 지키려고 팔코가 따라나서는 탓에 스스로 파라디 섬으로 뛰어드는 꼴이 되었고. 라이너와 멀리 떨어지는 바람에 계승도 물 건너가고 레벨리오 전투 하나로 후보생 제도가 유명무실이 되는가 싶었다.
117화에 라이너의 건의를 의결하고 직후 한 달 만에 파라디 섬을 침공한 마레가 제2차 시간시나 구 전투를 일으킨 시점에 가비는 첩보원으로 활동 중인 피크와 포르코에게 보호 받고 있었기에 무사히 마가트와 콜트에게 재합류하는 데 성공한다. 다만, 팔코는 지크의 척수액을 복용해 예비 무구의 거인이 되어 버려 나중에 재합류한다 해도 '지크의 포효'라는 변수의 따라 언제든 거인으로 변이당할 위기에 처한 상황이다. 119화에서 지크의 포효에 의해 팔코가 거인으로 변이된 뒤에 포르코를 잡아먹고 턱 거인을 계승하였다.
- 가비 브라운 (Gabi Braun)
- 팔코 그라이스 (Falco Grice)
- 콜트 그라이스 (Colt Grice)
- 조피아 라이치 (Zofia)
- 우도 보크 (Udo)

#### 민간인

##### 레벨리오 수용구
레온하트씨
성우 - 이시즈카 운쇼
아니의 아버지다. 이름은 나오지 않았으며 애니메이션 23화에 애니를 훈련시키는 모습으로 잠시 출현하였다.
그녀의 엄청난 격투실력은 아버지의 훈련으로 나온것으로 보인다. 어쩐지 애니에게 미안하다며 돌아와주라는 부탁을 남긴다.

### 히즈루국

#### 아즈마비토 가문
- 아즈마비토 키요미 (アズマビトㆍキヨミ/Kiyomi Azumabito)

### 그 외의 다른 나라들

#### 만화의 주요 인종
유미르의 백성(영어: Subjects of Ymir 일본어: ユミルの民 독일어: Ymirs Leute(Leuten von Ymir))
2,000년 전 마레 대륙을 지배해 왔었던 엘디아 부족과 시조 유미르에 기원을 두는 민족이다. '엘디아인'으로도 불리며 엘디아 인 전체를 말하는 것이 아니라 정확히는 시조 유미르의 피를 직간접적으로 이어 받은 민족 단위의 구성원들을 일컫는 말이다. 지금은 엘디아와 합쳐져 일반적으로 '엘디아 인(Eldian)'으로 불리고 있다.
이 민족의 특징은 일반인과는 다른 특수한 유전자와 혈통이 각인되어 있다. 이들의 선조인 시조 유미르는 '유기생물의 기원'으로 불린 불가사의한 생물과 결합해서 지성형 거인으로 변할 수 있는 거인화 인간으로 변이했다. 그리고 유미르의 딸들인 마리아 프리츠, 로제 프리츠, 시나 프리츠가 결혼해 낳은 자손들이 유미르의 거인의 힘을 이을 자식들을 많이 생산하고 식민지 출신 여성들까지 강간해서까지 생산을 거듭한 결과 유미르의 혈통들은 직간접적으로 엄청난 인구수로 불어나고, 오늘날의 '유미르의 백성'으로 불리게 된 것이다.
고대의 시조인 시조 유미르를 시작으로 주인공 3인방인 엘런 예거, 미카사 아커만, 아르민 아를레르트, 장 키르슈타인, 사샤 브라우스, 코니 슈프링어 등등 절대다수의 주조연들은 유미르의 백성 출신이라 봐도 무방하다. 마레 제국 레벨리오 수용구의 구민들 대다수와 라이너 브라운, 피크, 포르코 갈리아르트, 가비 브라운, 팔코 그라이스, 콜트 그라이스도 위미르의 백성 계열의 엘디아인이다.
마레인
마레 제국의 국민 중 절대다수를 구성하는 민족이다. 현역 국권 원수가 된 테오 마가트(Theo Magath)와 코슬로(Koslow), 니콜로(Niccolo), 그리오르(Grior), 칼비 원수(General Calvi)가 국적과 혈통이 마레인이다. 국민 대다수가 레벨리오 수용구에 거주하는 '유미르의 백성'을 경멸하고 차별하며, 마레 제국은 징병제가 아니라 자국민들에 한해서 모병제를 실시하기 때문에 전쟁에 대해서 안전불감증이 매우 심하다고 테오 마가트가 비판했었다. 그래서 테오 마가트는 빌리 타이부어의 후원 하에 원수로 공식 취임하게 되면 아홉 거인과 엘디아 인을 대상으로 하는 징병제를 폐지시키고, 마레인과 엘디아인을 동시에 징병하는 과거의 징병제를 부활시키는 등 급진 개혁을 할 거라고 암시되어 있었다. 레벨리오 수용구에서 빌리 타이부어가 암살당하고 엘런 예거의 습격으로 수많은 마레인들이 전례 없는 침공의 피해를 입었으니 마레인들도 서서히 경계 의식을 갖추고 안전불감증에서 벗어날 것으로 예측된다.

### 신화적 존재 혹은 가상의 인/생물들
시조 유미르(일본어: 始祖ㆍユミル, 시소 유미루, 영어: Founder Ymir)
에르디아의 선조로 '최초의 거인'이자 '거인의 시조'로 불리는 존재다. 통칭은 '시조 유미르 (Ymir the Founder)'이다. 성별은 여성이며 마레 제국의 역사서에서 '대지의 악마와 계약한 여자아이'로 묘사되고 그의 정체를 두고 의문을 품은 그리샤가 "시조 유미르는 마녀인가?"라고 언급하는 등 확실하게 성별이 여성이라고 언급된다.
104기 조사병단 출신이자 턱 거인의 계승자 유미르의 이름도 '시조 유미르'에게서 유래되었다. 세간에서는 '엘디아 민족'의 시조이자 '엘디아 제국'을 창건한 초대 황제로 널리 알려져 있다. 세계와 마레의 입장에서는 '대지의 악마'라는 불가사의한 생물과 계약을 맺어 '거인의 힘'을 얻고 '시초의 거인(혹은 태초의 거인)'으로서 마레에게 짓밟혔던 엘디아 제국을 크게 부흥시킨 초대 황제였으며, 세 딸들 마리아 프리츠, 로제 프리츠, 시나 프리츠을 둔 어머니였다. 13년 후에 타계하고 자신의 영혼을 아홉 개로 나뉘어 '태초의 거인'이 아홉 개체로 갈라진 '아홉 거인'을 남겼다. 엘디아처럼 호의적인 진영에서는 유미르를 '신이 내린 기적'이라고 후대에까지 무한히 칭송되었으나, 마레처럼 그에게 적대적인 진영에게는 '악마 혹은 매춘부'로 불리며 수많은 증오와 비난을 받는다. 진영에 따라 평가가 갈라지는 인물이다. 모든 진실이 베일에 가려져 있는 수수께끼의 인물이었지만 <122화: 2,000년 전의 너로부터>에서 마침내 진실이 밝혀진다. (유미르 프리츠 항목 참조 요함.)
대지의 악마(일본어: 大地の悪魔, 다이치노 아쿠마, 영어: Devil of All Earth)
'최초의 거인'이자 엘디아의 초대 황제인 시조 유미르와 계약을 맺어 어린 여자애였던 그에게 '거인의 힘'을 부여하고 '태초의 거인'으로 만든 장본인이다. 1,700년 후 카를 프리츠 시대에 거인 대전이 발발할 당시 마레인 영웅 헤로스에게 참살당해 죽었다고 널리 알려져 있다. 엘디아가 아니라 마레 제국이 주장하는 엘디아의 역사 판본에서만 등장하는 가공의 생물로, 마레 제국이 발간한 역사서에서는 머리의 양쪽 뒤로 염소뿔이 달려 있고 기괴한 얼굴을 한 전형적인 악마처럼 생겼다. 온갖 날조와 왜곡으로 가득 찬 마레의 역사서만 등장하는 생물이라 실존 여부도 판가름 짓기 어려웠으나, 유미르의 과거와 인생을 본격적으로 다루는 122화에 대지의 악마의 정체도 밝혀진다. (유미르 프리츠 항목 참조 요함.)
헤로스 (Heros)(일본어: 헤로스, 영어: Heros, Helos)
시조 유미르 프리츠에게 '거인의 힘'을 부여한 악의 근원 대지의 악마의 목을 베어 죽인 전설적인 영웅이다. 그리스어와 독일어로 영웅이라는 뜻이다. 1,820년 만에 다시 부활한 신생 마레 제국을 일으킨 마레 제국의 시조로 아르크의 잔느(Jeanne d'Arc)처럼 마레인들에게 있어서는 국가를 대표하는 정신적 지주이자 상징으로 여겨지며, 마레군 지도부를 비롯한 수많은 마레인들은 헤로스를 실존한 인물로 여긴다. 그러나 실상은 헤로스의 존재 자체가 거짓말이었으며 엘디아 제국의 제145대 황제 카를 프리츠가 엘디아에게 크게 핍박 받은 식민지였던 마레를 동정한 나머지 이들을 띄워 주기 위해 만든 가상의 영웅이자 영웅주의에 경도된 마레인들의 현 실태를 만든 허울 그 자체였다.
초대 프리츠 왕 (the First King Fritz)